# Granada

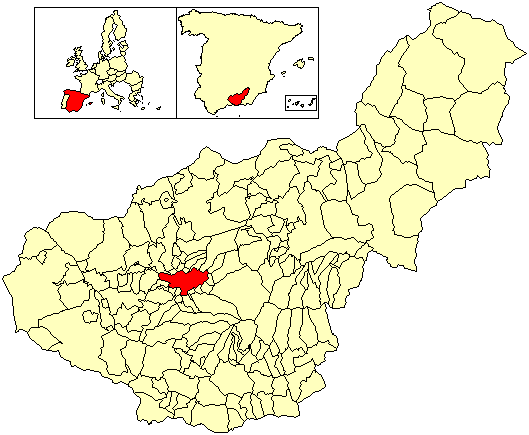
Granada

Granada este capitala provinciei Granada din comunitatea autonomă Andaluzia în Spania de sud, și se află la poalele muntelui Sierra Nevada la o altitudine de 670 m față de nivelul mării în văile Darro și Genil. Orașul are aproximativ 241.000 de locuitori, majoritatea ocupați cu agricultura și turismul.

## Istorie
Granada a fost menționată pentru prima oară în cca 500 î.C., ca o colonie iberică. Inițial Granada s-a numit "Iliberra", o colonie mixtă de fenicieni și iberici. După cucerirea de către romani a Spaniei, colonia a fost redenumită "Iliberis", însă nu există detalii despre aceasta din timpul stăpânirii romane.
În 711 Granada a fost cucerită de mauri, și redenumită "Ilbira Garnata", în 756 a fost reconstruită (sub numele de „Garam Garnata”) iar după căderea Califatului Cordobei a devenit de câteva ori reședintă a unor dinastii importante ale Andaluziei. Astfel, în secolul XI dinastia Ziri s-a extins de aici peste o mare parte din sudul Andaluziei, înainte să fie învinși de almoravizi. După alungarea almohazilor, din 1238 până în 1492 a fost capitala nasrizilor.
Prin cucerirea Granadei la 2 ianuarie 1492 (Data este disputată, de exemplu Columb a primit contractul său pentru un viceregat în nou-descoperitele părți ale Indiei mult mai târziu în acel an, contract care a fost semnat în câmpul de luptă Santa Fe, unde regii catolici așteptau cucerirea) de către Isabela și Ferdinand Catolicii și trupele lor creștine din Castilia Reconquista (Recucerirea) Peninsulei Iberice s-a încheiat.
După ce au fost alungați și moriscos, orașul a căzut într-o importantă criză economică.
Din anul 1492, în Granada se află o arhiepiscopie. Universitatea a fost construită între 1526 și 1531 și a fost în secolul XX una dintre cele mai importante surse de venit ale Granadei; la finalul dictaturii generalului Franco, turismul a crescut în importanță.
Prin îmbinarea pașnică a mai multor culturi, Granada este astăzi un exemplu viu de oportunități multiculturale. Pe de altă parte, aici, ca oriunde altundeva există ocazional o anumită reținere față de străini, mai ales pentru că în oraș se fac simțite comunități de marocani și musulmani spanioli.

## Obiective turistice

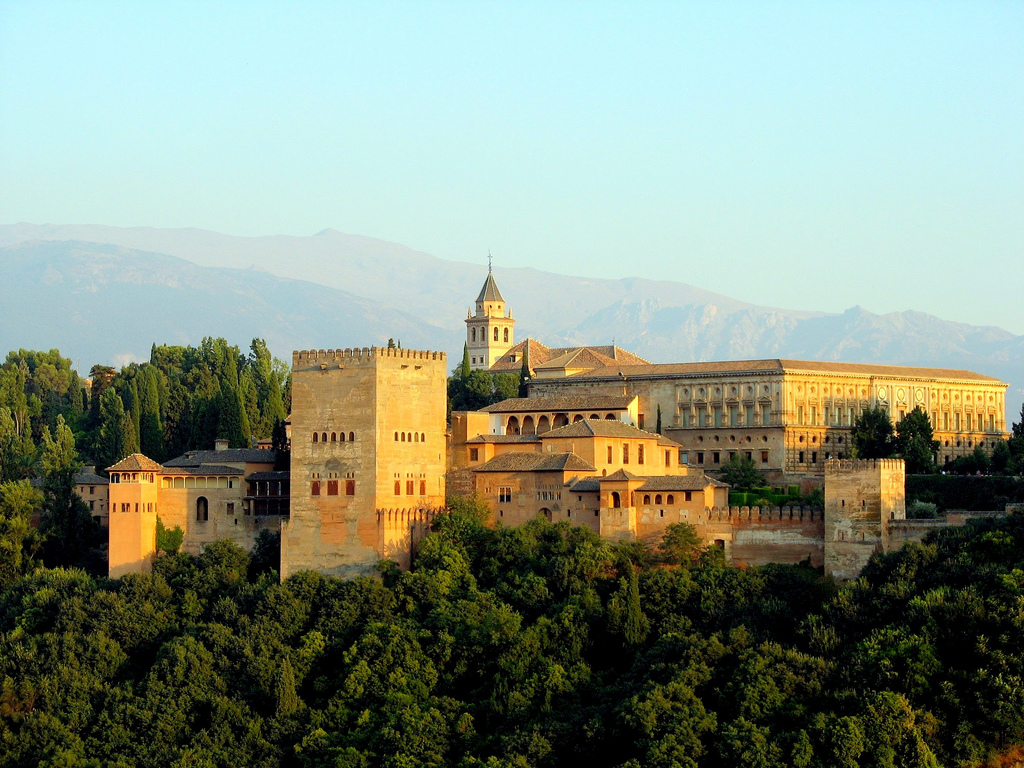
Granada - Palatul Alhambra

Granada este faimoasă datorită construcțiilor sale istorice, din vremea maurilor, dar și din perioada gotică sau renascentistă. Orașul mai este celebru și pentru numeroșii săi cântăreți de chitară.
Cele mai importante construcții din perioada maurică aparțin Palatului Alhambra (Medinat al-hambra = orașul roșu; datorită stâncilor roșii pe care este construit). Reprezintă o aglomerare de palate, cele mai mari lăcașe de cult de acest tip din Spania. Alhambra a fost construită în secolele XIII și XIV, pentru a servi ca reședință a regilor mauri. Este celebră pentru tavanele sale din stuc și fântâna cu lei. Deși regele Carol al V-lea a ordonat construcția unui palat aici - care nu a fost niciodată terminat - ansamblul s-a conservat bine.
Un alt obiectiv turistic este Palacio de Generalife (literal Yannat al-arif înseamnă "Grădina Arhitectului"), reședința de vară a califilor.
Palatul Alhambra, Grădinile Generalife (Alhambra) și cartierul Albaicín din Granada au fost înscrise în anul 1984 pe lista patrimoniului cultural mondial UNESCO. În Albaicin se găsesc cuevas, renumitele locuințe ale gitanilor din peșteri.
În centru se află catedrala din timpul Renașterii. Lângă ea se află Capilla Real (terminată în 1521), în interiorul care se află mormintele regilor catolici. Isabela și Ferdinand au fost înmormântați acolo în 1521. Ioana cea Nebună și Filip cel Frumos au fost de asemenea îngropați acolo.
Pe lângă acestea, în Granada se mai află și un muzeu de arheologie și un observator astronomic.

## Personalități născute aici
- Francisco Alonso (1887 - 1948), compozitor.